# Wir powietrzny

Tornado w okolicach Elie w Manitobie (Kanada)

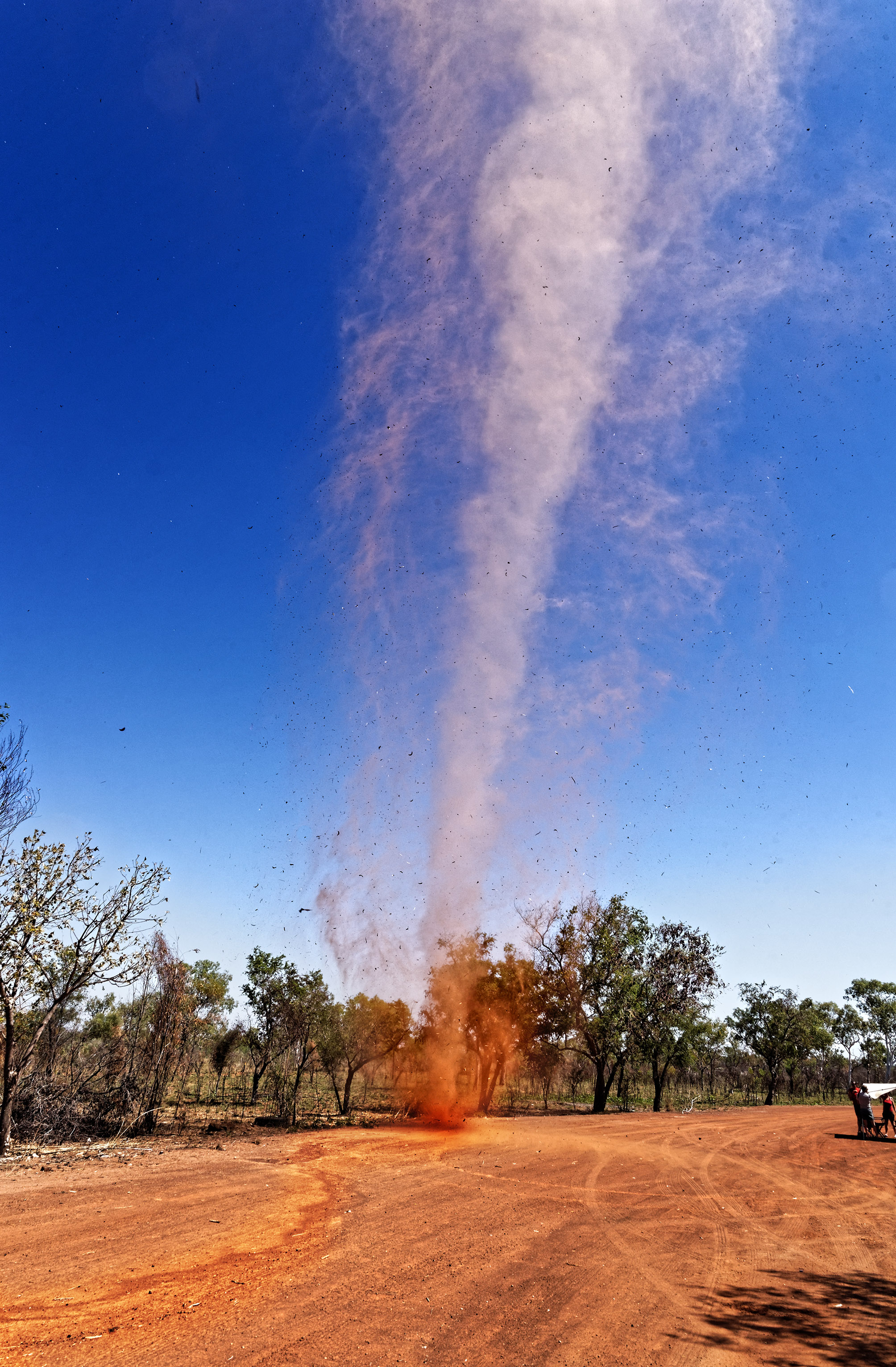
Wir pyłowy ok. 60 km na północny wschód od Broome (Australia)

Wiry powietrzne (ang. whirlwinds) – grupa zjawisk meteorologicznych, które przybierają postać kolumny powietrza szybko obracającej się wokół osi pionowej. W przyrodzie występuje szerokie spektrum wirów, od małych zawirowań, które tworzą się w pobliżu budynków po ich zawietrznej stronie, przez wiry pyłowe niezwiązane z chmurami, po znacznie potężniejsze tornada (trąby powietrzne) towarzyszące superkomórkom burzowym.
Rodzaj tego zjawiska jest zależny od specyfikacji obszaru i bieżących warunków pogodowych, które umożliwiają tworzenie się intensywnych zjawisk meteorologicznych. Występują różnice w wyglądzie leju pomiędzy trąbą lądową i wodną. Te, które pojawiają się nad lustrem wody, przypominają bardziej cylinder, są też smuklejsze, słabsze i zwykle trwają krócej, a w początkowych fazach rozwoju często są niewidoczne.
Wir powietrzny powstaje, gdy nad jakimś obszarem zderzają się dwa prądy powietrzne, które mają różne właściwości. Zjawisko przyjmuje postać leja, gdy ciśnienie w środku wiru się obniża. Lej staje się widoczny w efekcie kondensacji pary wodnej i porwanych z powierzchni ziemi cząsteczek kurzu, pyłu oraz odłamków różnego pochodzenia.
| Większe                                                        | Mniejsze                                                                                     |
| -------------------------------------------------------------- | -------------------------------------------------------------------------------------------- |
| - lej kondensacyjny - tornado (trąba powietrzna) - trąba wodna | - gustnado - wir pyłowy - ognisty wir - wir parowy - śnieżny wir (snow devil) - debris devil |

Źródło dla schematu klasyfikacji (TORRO): 